# يوهان غوتفريد دوناتي
يوهان غوتفريد دوناتي (بالألمانية: Johann Gottfried Donati)‏ هو ملحن ألماني، ولد في 1706، وتوفي في 1782.

## وصلات خارجية
- يوهان غوتفريد دوناتي على موقع ميوزك برينز (الإنجليزية)